# Ferrocarril General Urquiza

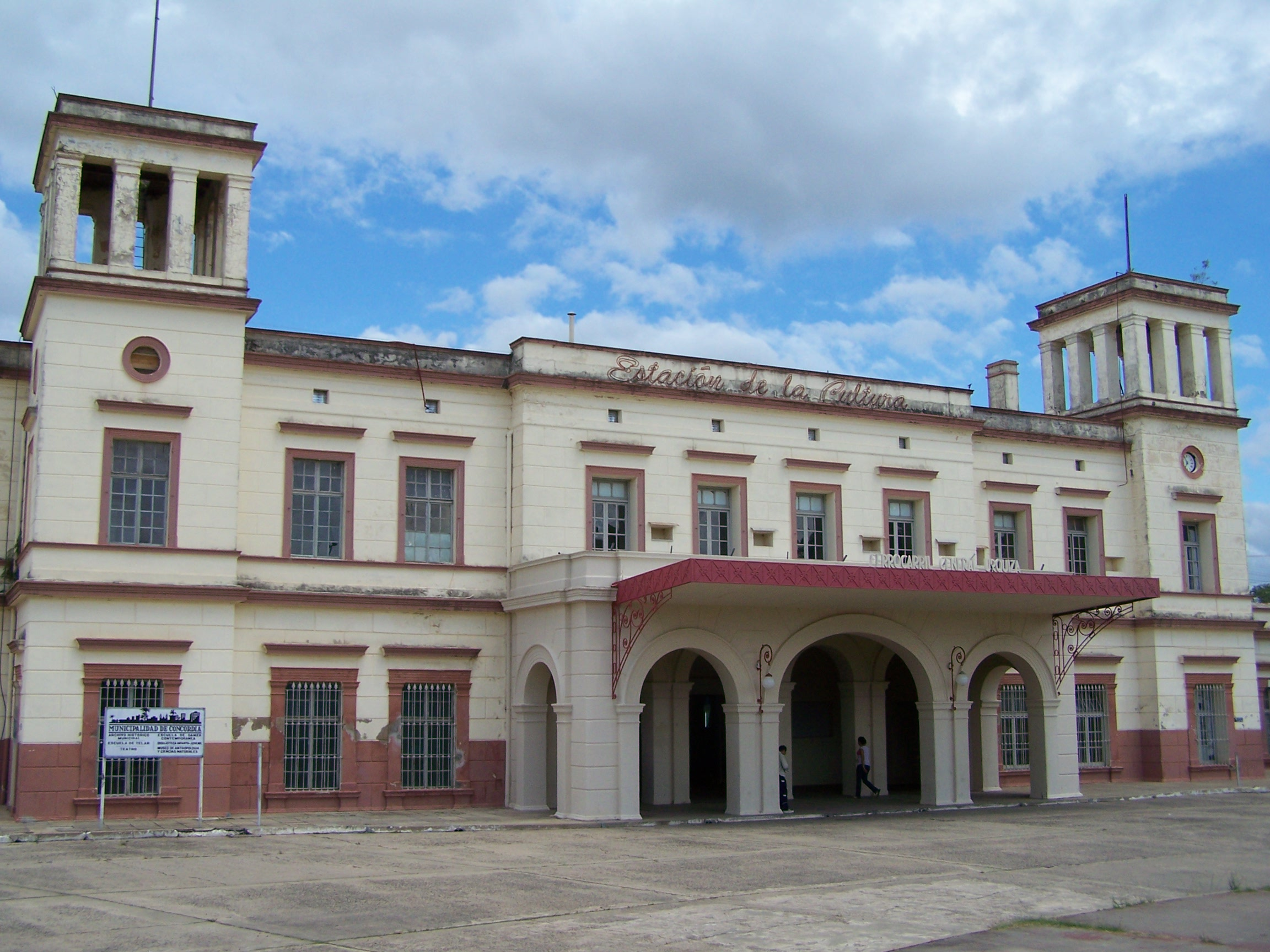
Estación Concordia Central, cabecera del FCGU

El Ferrocarril General Urquiza (FCGU), llamado así en homenaje al primer presidente constitucional de Argentina, Justo José de Urquiza, tiene una trocha estándar (1435 mm) y es parte de la red ferroviaria argentina. El trazado conectaba la ciudad de Buenos Aires con el noreste del país, recorriendo la Mesopotamia argentina. Este ramal queda reducido al trayecto Zárate-Posadas debido a que en el mes de marzo de 2018 se procedió al retiro de los cruces que existían hasta entonces con el Ferrocarril General San Martín, tanto el de la localidad de Hurlingham como el de Pilar en la provincia de Buenos Aires, desafectando así del troncal la conexión original entre la estación Federico Lacroze y la Mesopotamia.
La red de este ferrocarril se extiende por las provincias de Buenos Aires, Entre Ríos, Corrientes, Misiones y tuvo un pequeño tramo en la provincia de Santa Fe. Existen conexiones con las redes ferroviarias de Uruguay (sobre la represa de Salto Grande desde el 25 de agosto de 1982), Paraguay (puente Internacional San Roque González de Santa Cruz desde el 9 de abril de 1990 y antes un servicio de ferrobarcos desde el 20 de octubre de 1913) y de Brasil (puente Internacional Agustín P. Justo-Getúlio Vargas desde el 12 de octubre de 1945).
El Ferrocarril General Urquiza posee un servicio suburbano «Línea Urquiza» en el Gran Buenos Aires, entre la estación Federico Lacroze, en el barrio porteño de Chacarita, y la estación General Lemos en la localidad bonaerense de San Miguel.

## Origen

### Los ferrocarriles mesopotámicos

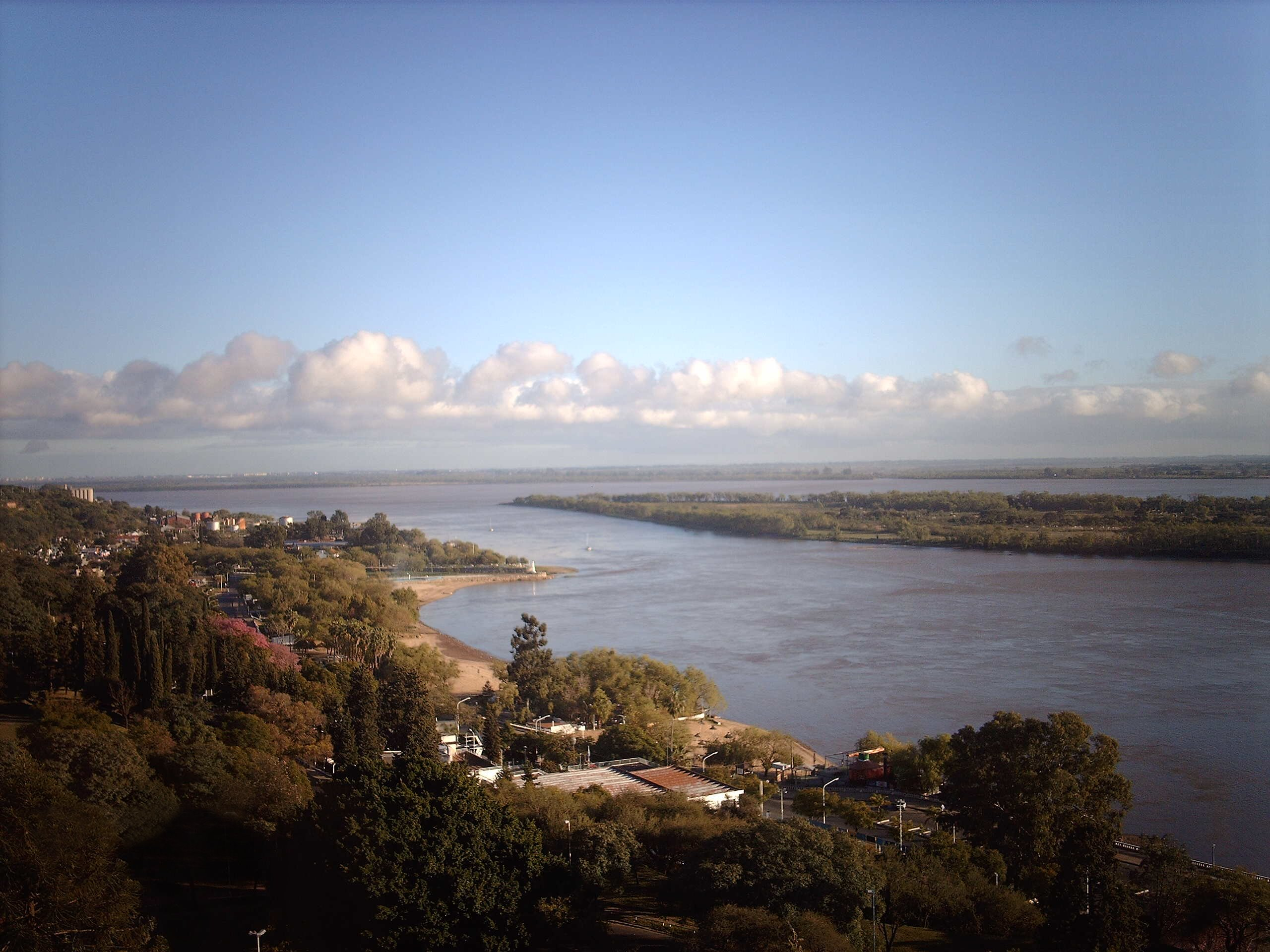
Vista del río Paraná a la altura de las provincias de Santa Fe y Entre Ríos. Su curso fue siempre una importante barrera física para la integración de la Mesopotamia al resto del país

La división entre ferrocarriles de propiedad privada (centrados en la región pampeana) y estatales (básicamente en las demás regiones) fue remarcada por una diferencia de trocha. Los ferrocarriles privados comenzaron a utilizar invariablemente la trocha ancha del tipo índico (1676 mm) desde 1857, mientras que los ferrocarriles estatales optaron por la trocha métrica (1000 mm) en el norte del país y una conjunción de trocha "económica" (750 mm) y ancha en la Patagonia. La decisión por parte del Estado nacional de utilizar una trocha más angosta respondía a una razón económica dado el complejo panorama que planteaba atravesar zonas de montaña y regiones boscosas. Esta decisión, tomada por el Gobierno nacional en la década de 1870, dificultó la integración operativa de las redes hasta la actualidad. A este panorama se sumó una complicación adicional: para aquel entonces la región mesopotámica (Entre Ríos, Corrientes y Misiones) tenía más vínculos comerciales con Brasil y Uruguay, que con el resto del país, del cual se hallaba físicamente separado por el caudaloso río Paraná. Tanto el Ferrocarril Primer Entrerriano en 1866 como el Ferrocarril Central del Uruguay adoptaron la trocha universal o estándar (1435 mm), la misma que las empresas ferroviarias mesopotámicas adoptaron al momento de construir sus ferrocarriles. Gracias al Ferrocarril Central de Buenos Aires, que inició sus operaciones como tranvía (que en general en Argentina utilizaban la trocha estándar), años más adelante, los ferrocarriles mesopotámicos pudieron llegar a Buenos Aires.
Además, al momento de la nacionalización, a diferencia de lo ocurrido con las otras líneas (generalmente descendientes directos de los ferrocarriles más importantes), en el caso de los ferrocarriles mesopotámicos no existía una empresa "madre", sino una red de formación bastante heterogénea que vivió una ardua evolución a lo largo de su historia, la cual estaba constituida por los siguientes ferrocarriles:
- Ferrocarril de Entre Ríos (FCER): comenzó sus operaciones en 1892 comprando los 612 km de la red operada por la empresa del Estado provincial, el Ferrocarril Central Entrerriano. Cuatro años después la compañía compró el Ferrocarril Primer Entrerriano perteneciente al Gobierno nacional. A partir de 1899 esta empresa comenzó a abrir nuevos ramales y en 1915 su operación fue fusionada con la del Ferrocarril Nordeste Argentino con una administración conjunta centralizada en la ciudad de Concordia.

Absorbió a:
- Ferrocarril Primer Entrerriano (FCPE): el 9 de julio de 1866 un grupo de empresarios argentinos inauguró el ramal de Gualeguay a Puerto Ruiz (10 km) en la provincia de Entre Ríos. Este fue el primer ramal ferroviario de la región mesopotámica y fue también la primera línea en utilizar la trocha estándar en la cuenca del Plata. Debido a los problemas económicos de la empresa, pasó a manos del Estado nacional en 1874 y fue vendida al Ferrocarril de Entre Ríos en 1896.

- Ferrocarril Central Entrerriano (FCCER): fue una compañía ferroviaria propiedad del Gobierno de Entre Ríos que construyó y operó una línea de trocha estándar entre las ciudades de Paraná y Concepción del Uruguay y más tarde agregó los ramales hasta Villaguay, Gualeguaychú y Victoria. La red de este ferrocarril llegó a tener 612 km, extendiendo sus servicios entre los ríos Paraná y Uruguay. El 29 de enero de 1892 esta empresa provincial fue adquirida por la compañía de capitales británicos The Entre Rios Railway Company Limited, por lo que la empresa pasó a llamarse Ferrocarril de Entre Ríos.

- Ferrocarril Nordeste Argentino (FCNEA): fue inaugurado en 1890 operando el tramo de Monte Caseros a Curuzú Cuatiá, que luego fue extendido hasta Corrientes y Posadas.[4] En 1915 la empresa fue fusionada administrativamente con el Ferrocarril de Entre Ríos.

Absorbió a:
- Ferrocarril Argentino del Este (FCAE): fue una empresa ferroviaria de capitales británicos fundada en 1871. Esta compañía operaba desde 1874 el ramal de trocha estándar entre Concordia: (Entre Ríos) y Monte Caseros (Corrientes), con un ramal secundario a Puerto Ceibo. Después de numerosas vicisitudes, la compañía fue vendida al Ferrocarril Nordeste Argentino en 1907.

- Ferrocarril Primer Correntino (FCPC): se creó en 1892 por iniciativa del empresario italiano Francisco Bolla, dueño del ingenio azucarero Primer Correntino, quien solicitó a la legislatura de Corrientes, la construcción y operación de una línea férrea con el propósito de trasladar cargas (principalmente azúcar de caña), empleados del ingenio y otros pasajeros. Dicho ferrocarril fue construido en una trocha de 600 mm, conocida como tipo Decauville. La empresa operó dos ramales desde el ingenio Primer Correntino, a San Luis del Palmar y a la ciudad de Corrientes, y pequeños ramales industriales anexos. En 1904 cesó sus operaciones y parte de sus vías fueron levantadas. En 1908 lo que quedaba fue adquirido por el empresario naviero Carlos Dodero, quien recibió una nueva concesión del Gobierno de Corrientes, creando el Ferrocarril Correntino (FCC). La línea extendió los ramales hasta Caá Catí y Mburucuyá y en 1912 pasó a denominarse Compañía General de Ferrocarriles Económicos de la Provincia de Corrientes. Tras fracasar económicamente, dicha empresa fue adquirida por el Gobierno de Corrientes en 1927, siendo renombrada como Ferrocarril Provincial de Corrientes (FCPC).

- Líneas del Este de la Administración General de Ferrocarriles del Estado (FCE): pertenecientes al Estado nacional, contaban con la línea Diamante-Curuzú Cuatiá y ramales laterales a Paraná, Concordia y La Paz. Enlazaba con el Ferrocarril de Entre Ríos en Crespo y en Paraná y con el Nordeste en Concordia y Curuzú Cuatiá. Contaba con salidas a los puertos de Concordia, Diamante y La Paz.

Para fines de la década de 1940 en la región mesopotámica la fusión de empresas ferroviarias resultó en una compañía de capitales británicos que administraba dos empresas de trocha estándar: el Ferrocarril Nordeste Argentino y el Ferrocarril de Entre Ríos. Aparte de esta compañía privada existía el ferrocarril de propiedad nacional (Líneas del Este) y un ferrocarril provincial de trocha Decauville (Ferrocarril Provincial de Corrientes).

### El Ferrocarril Central de Buenos Aires
Desde 1870 los hermanos Lacroze operaban líneas de tranvías a caballo en la Ciudad de Buenos Aires bajo el nombre de Tramway Central. El 6 de abril de 1888 esta misma empresa inauguró el servicio Buenos Aires-Pilar (47 km) bajo la denominación de Tramway Rural, el cual también funcionaba con tracción a sangre. La línea fue extendida hasta Zárate (53 km) el 27 de julio de 1888. En 1891 se incorporó la tracción a vapor y poco después (26 de agosto de 1897) pasó a llamarse Ferrocarril Rural de la Provincia de Buenos Aires (FCRPBA). Luego de la muerte de Federico Lacroze en 1899, la empresa continuó adelante bajo el mando de su hijo Teófilo. En 1906 la empresa fue rebautizada como Ferrocarril Central de Buenos Aires (FCCBA). Sus estaciones eran: Buenos Aires (Lacroze), Chacarita, Lynch, San Martín, Pereyra, San Miguel, Piñero, Toro, Pilar, Empalme, Pavón, Capilla, Escalada, Zárate.
Entre 1889 y 1915 fueron abiertos los tramos de la línea principal que debía alcanzar la ciudad de Villa María (provincia de Córdoba), terminal proyectada del servicio. Sin embargo, los trabajos se estancaron en la precaria estación Cuatro de Febrero en la provincia de Santa Fe, en el medio del campo. 
Los ramales laterales a San Martín y a Campo de Mayo fueron abiertos el 20 de febrero de 1911 y el 30 de noviembre de 1914, respectivamente. La sección metropolitana había nacido como un servicio tranviario que partía originalmente de la esquina de Corrientes y Reconquista siguiendo por la avenida Corrientes hasta Chacarita, donde pasaba a circular por vías del Tranvía Rural. En la actual estación Lynch se desprendía el ramal lateral a San Martín hacia la estación Migueletes del ex Ferrocarril Central Argentino, donde se establecieron vías de intercambio con la trocha de 1676 mm. El 14 de marzo de 1908 se autorizó la tracción eléctrica desde la estación Federico Lacroze hasta San Martín, y el servicio de tranvías eléctricos fue inaugurado el 23 de noviembre de 1908. Para aquel entonces el ramal a San Martín seguía manteniendo 3 estaciones: Lugones (km 7.90), Roma (km 8.50) y San Martín (hoy plaza Kennedy).

### Conexiones fluviales
El 15 de marzo de 1908 fue inaugurada con un tren de cargas la conexión con ferrobarcos (ferry boats) entre los embarcaderos de Puerto Ibicuy en el río Paraná Ibicuy y Zárate en el río Paraná de las Palmas, conectando los ferrocarriles Entre Ríos y Central Buenos Aires que habían firmado un convenio de tráfico común. Se utilizaron para ello los ferrobarcos Lucía Carbó, Mercedes Lacroze y María Parera adquiridos por el Ferrocarril de Entre Ríos para el trayecto de 106 km por el río Paraná de las Palmas que podía acortarse a 80 km en algunas circunstancias. El 29 de mayo de 1908 cruzó el primer tren con pasajeros realizándose la inauguración oficial. El 26 de junio de 1926 una colisión entre el Mercedes Lacroze y María Parera hizo que este último se hundiera. En 1965 fue incorporado al servicio el ferry Tabaré. En Zárate, la vía principal tenía la particularidad de poseer una pronunciada rampa entre el atracadero de los barcos y la planicie superior o Zárate Alto, barrancas del Paraná de por medio. Todos los trenes debían ser asistidos desde el muelle hasta pasada la estación por una locomotora auxiliar. En el Zárate Bajo se encontraba el atracadero donde arribaba el ferry boat. Hasta allí llegaban los trenes provenientes de Zárate Alto, que para operar sobre la zona de trasbordo, las locomotoras debían llevar acopladas chatas con lastre.
El 5 de mayo de 1929 fue inaugurado el servicio de cargas con ferrobarcos del Ferrocarril de Entre Ríos entre el embarcadero de Puerto Ibicuy y un embarcadero en Dock Sud en el Puerto de Buenos Aires, utilizándose los ferrobarcos Carmen Avellaneda, Delfina Mitre y Dolores de Urquiza que hacían el viaje por el río Paraná Guazú y el Río de la Plata. Desde el embarcadero de Dock Sud las vías llegaban al frigorífico Anglo, hasta donde se trasladaba ganado en pie.
El 20 de octubre de 1913 fue inaugurada la conexión con Paraguay mediante ferrobarcos del Ferrocarril Nordeste Argentino que permitían viajar hasta Asunción por las vías del Ferrocarril Central del Paraguay sin cambiar de vagón. Se destinaron los ferrobarcos Ezequiel Ramos Mejia y Roque Sáenz Peña para realizar el cruce del río Paraná entre los embarcaderos Posadas y Pacú-Cuá. Luego de la inauguración del puente San Roque González de Santa Cruz el 9 de abril de 1990 se habilitó el servicio sobre el nuevo ramal que sobre el puente cruza a Paraguay, finalizando el servicio de los 2 ferrobarcos. Al inaugurarse la represa de Yacyretá el 7 de julio de 1998 el ramal paraguayo quedó cortado en Encarnación finalizando la conexión con Asunción.
La conexión con la Viação Férrea do Rio Grande do Sul de Brasil (trocha 1000 mm) sobre el puente Internacional Agustín P. Justo-Getúlio Vargas entre Paso de los Libres y Uruguayana fue inaugurada el 12 de octubre de 1945. Para ello fue necesario construir un ramal de doble vía entre ambas estaciones.

### Conformación del Ferrocarril General Urquiza

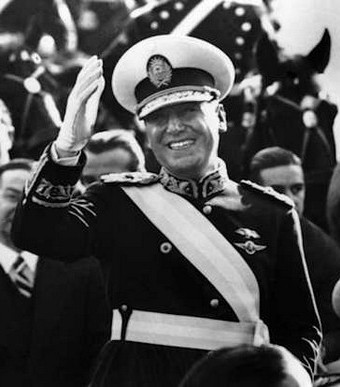
Perón con la banda presidencial (1946). Durante su gestión fueron nacionalizadas casi todas las empresas de servicios públicos

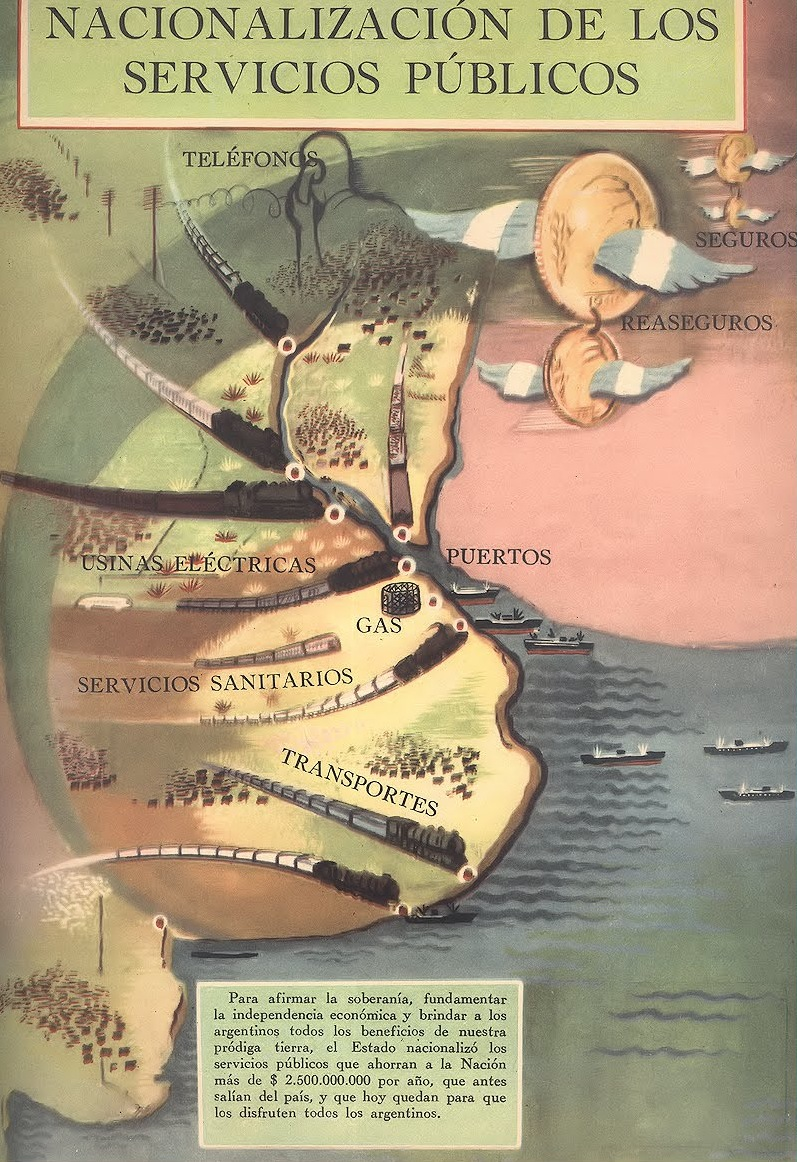
Propaganda del Primer Plan Quinquenal. Promocionando la nacionalización de los servicios públicos (1946-1951)

La crisis de la década del treinta bloqueó las ya escasas posibilidades de expansión de la actividad pampeana. El cierre de los mercados mundiales fue paralelo al estancamiento, y la declinación física de las cosechas de la región. La menor actividad agraria afectaba sus ingresos y su rentabilidad, al mismo tiempo que agrega un elemento adicional para desestimular todo tipo de inversión. Paralelamente, el ferrocarril también comenzó a sufrir la pérdida del tráfico de corta distancia, por las razones técnicas que benefician al camión en esos tramos. La desaparición de este segmento del mercado repercutió aún más en su rentabilidad. La suma de estos factores hizo que el ferrocarril en Argentina llegara al fin de la Segunda Guerra Mundial en condiciones de elevada obsolescencia, caracterizada por la antigüedad de sus equipos y la falta de adecuación a la logística moderna. La mayoría de las locomotoras y vagones habían superado su vida útil y buena parte de las vías estaban tal cual habían sido tendidas a fines del siglo anterior. 
Luego de arduas negociaciones el 13 de febrero de 1947 el Gobierno nacional firmó el convenio de adquisición de los ferrocarriles de capital británico que operaban en el país, adquiriendo entre ellos al Ferrocarril de Entre Ríos y al Ferrocarril Nordeste Argentino. El 1 de marzo de 1948 el Estado nacional tomó formal posesión de ambos ferrocarriles. Ese mismo año el decreto del P.E. n.º 20024/1948 dispuso una reestructuración total del sistema ferroviario nacional. 
El decreto del Poder Ejecutivo nacional n.º 32574/1948 de 21 de octubre de 1948 dispuso que a partir del 1 de enero de 1949 las líneas ferroviarias nacionalizadas llevaran los nombres de próceres o personajes ilustres del país que tuvieran algo que ver con la región servida por cada ferrocarril, por lo que el Ferrocarril de Entre Ríos y el Ferrocarril Nordeste Argentino fueron renombrados como «Ferrocarril Nacional General Urquiza». Las Líneas del Este quedaron incorporadas al Ferrocarril Nacional General Belgrano. En los fundamentos del decreto se expresa «que es deber del Gobierno de la Nación mantener vivo en el pueblo el culto a la memoria de los forjadores de la nacionalidad, como tributo de gratitud a sus patrióticos afanes y para fortalecer los sentimientos de solidaridad con nuestro pasado». Este decreto comenzó a regir el 1 de enero de 1949, cuando se constituyó el Ferrocarril Nacional General Urquiza compuesto inicialmente de los ferrocarriles de Entre Ríos y Nordeste Argentino, pero que a partir de esa fecha incorporó también a las Líneas del Este de los Ferrocarriles del Estado que el decreto n.º 32574/1948 había incorporado al Ferrocarril Nacional General Belgrano. El primer administrador del FCNGU fue el teniente coronel Edgar H. Echezarreta, estableciéndose la gerencia central en la ciudad entrerriana de Concordia.
Por decreto nacional n.º 9877 de 25 de abril de 1949 se aprobó el convenio entre el Ministerio de Transporte de la Nación y Federico M. Lacroze, representante de los accionistas del Ferrocarril Central de Buenos Aires, por el que fue adquirido por el Estado nacional el último ferrocarril concesionado de Argentina que quedaba en manos privadas, a un valor de 5 980 000 pesos moneda nacional, cancelándose también todas sus obligaciones financieras por otro convenio con sus acreedores. El 12 de mayo de 1949 el Estado nacional efectivizó el pago de la compra y tomó posesión del Ferrocarril Central de Buenos Aires anexándolo al recién creado Ferrocarril Nacional General Urquiza, aunque debido a que no se firmó ningún acta de toma de posesión al estar liquidada la empresa, la escrituración de los bienes a favor del Estado Nacional recién fue ordenada por decreto ley n.º 19454 de 24 de enero de 1972. Con lo cual el Ferrocarril Nacional General Urquiza ganaba un acceso a Buenos Aires y además adquirió así una sección local en el Gran Buenos Aires y algunos kilómetros de vías en el interior de la provincia de Buenos Aires. 
El 11 de mayo de 1951 los 209 km de trocha de 600 mm del Ferrocarril Provincial de Corrientes, conocido como Ferrocarril Económico Correntino, fueron transferidos al Estado nacional por resolución n.º 842/51 del Ministerio de Transportes de la Nación, que fue aprobada por decreto n.º 11593 del 26 de noviembre de 1952, quedando integrado en el Ferrocarril Nacional General Urquiza. Esta línea fue clausurada el 1 de noviembre de 1969.
La Empresa Nacional de Transportes (ENT) —también a cargo del transporte tranviario, subterráneo y automotor nacionalizado— agrupó a los ferrocarriles estatizados y reorganizados como empresas autónomas hasta que en 1956 fue creada la Superintendencia de Ferrocarriles. Una resolución de 12 de enero de 1956 dispuso suprimir el adjetivo Nacional en las denominaciones de todos los ferrocarriles del país, siendo desde entonces Ferrocarril General Urquiza. La ENT fue disuelta y reemplazada en 1958 por la Empresa de Ferrocarriles del Estado Argentino (EFEA), agrupando solo a las 6 líneas ferroviarias, empresa que en 1968 adoptó el nombre de Ferrocarriles Argentinos. 
Los kilometrajes de las estaciones del Ferrocarril Urquiza fueron heredados de las empresas originales, las cuales tenían su km 0 en: Ferrocarril Central Buenos Aires en la estación Federico Lacroze; Ferrocarril de Entre Ríos en la estación Bajada Grande; Líneas del Este de los Ferrocarriles del Estado en la estación Puerto de Diamante; Ferrocarril Nordeste Argentino en la estación Concordia Central; Ferrocarril Provincial de Corrientes en la estación Corrientes de esa línea.

## Desarrollo durante la gestión estatal

### Servicio suburbano de Buenos Aires e interior de la provincia de Buenos Aires

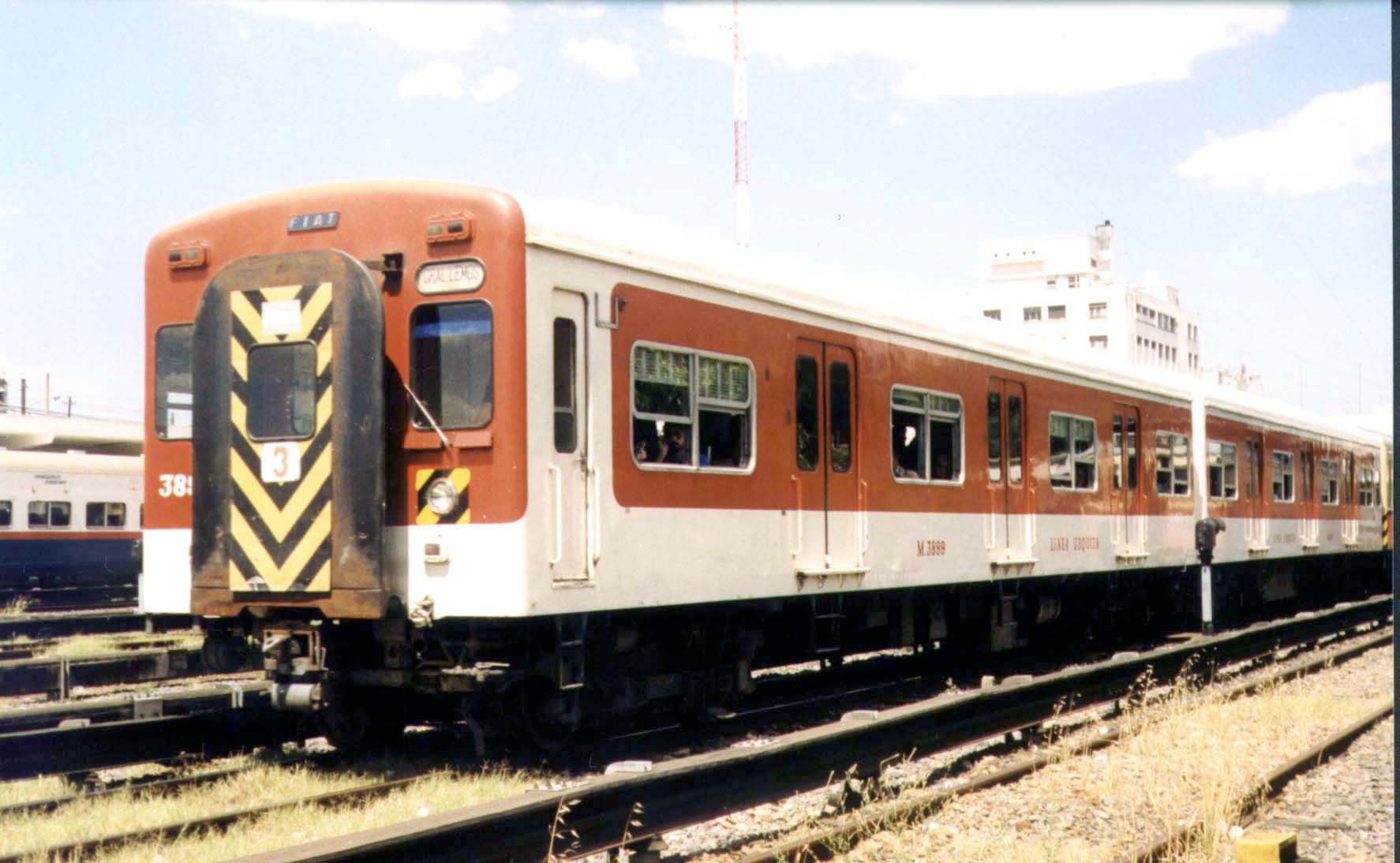
Formaciones japonesas adquiridas en los años de 1970, con el esquema de colores de Ferrocarriles Argentinos (año 1990)

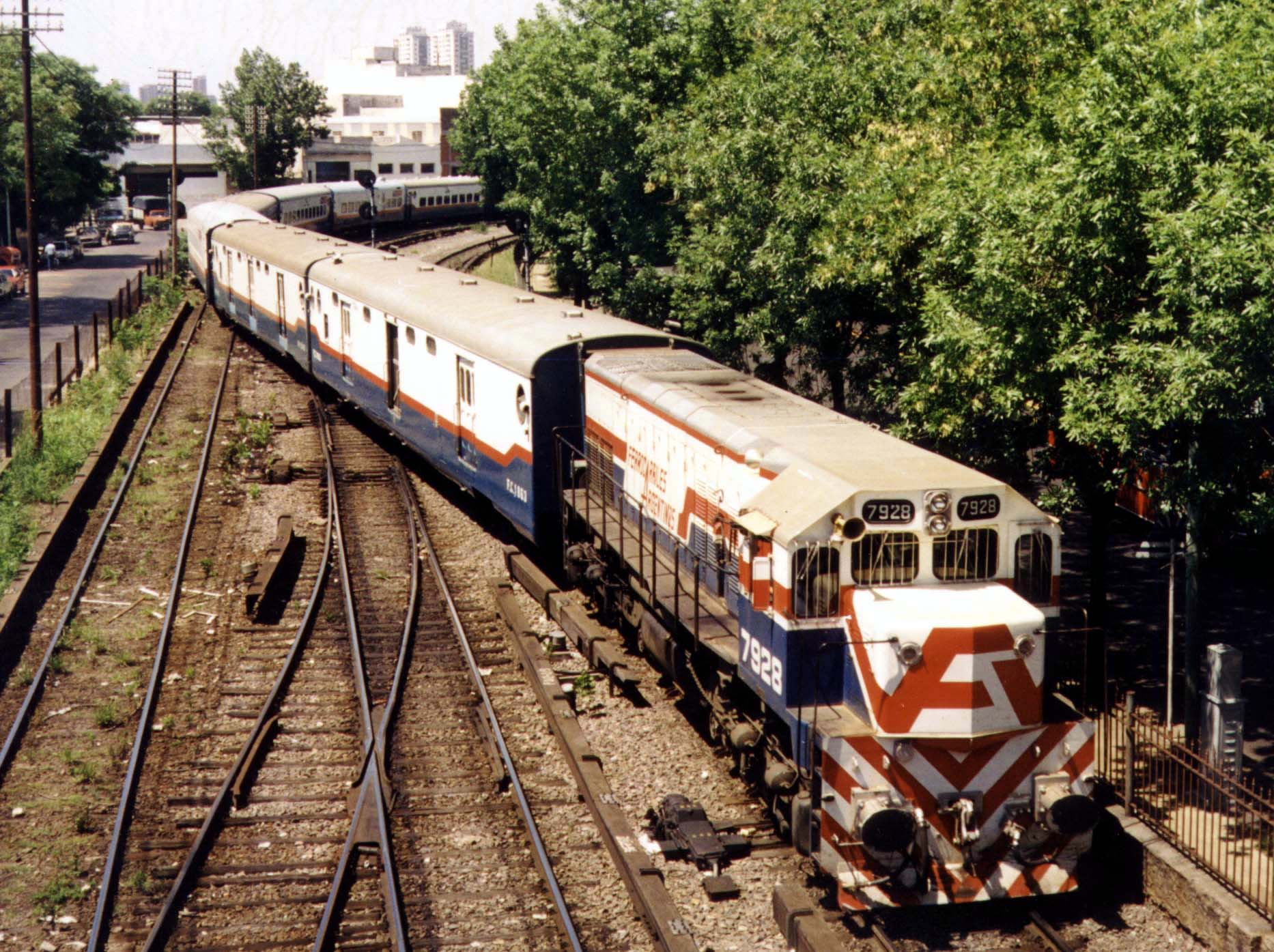
Tren El Gran Capitán saliendo de la estación Federico Lacroze (año 1990). Realizaba el servicio Buenos Aires-Posadas

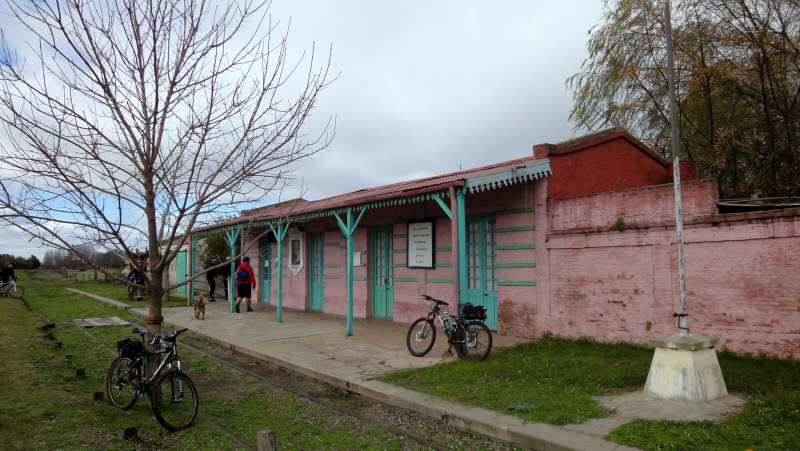
Estación Ruiz (provincia de Buenos Aires) en la línea de Lacroze a Rojas

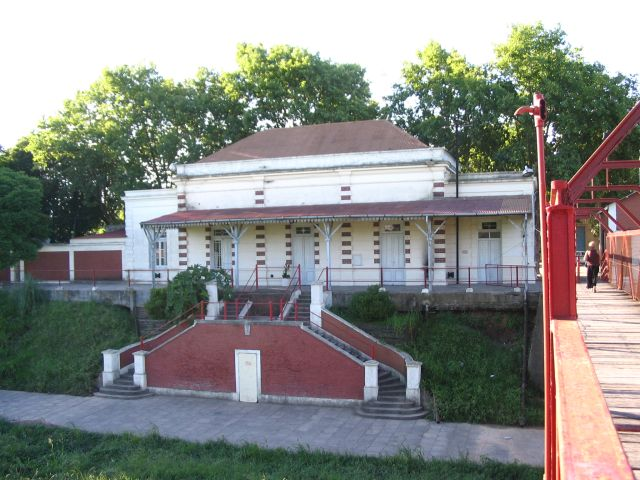
Vieja estación Zárate Alto con el andén a bajo nivel

En 1954 se inauguró la nueva estación Federico Lacroze (terminal del servicio en Buenos Aires), que es un proyecto de líneas sobrias desarrollado por arquitectos del Ministerio de Obras Públicas. Hasta aquel entonces la estación Lacroze había sido un largo edificio de estilo "afrancesado". Las obras de remodelación se extendieron entre 1951 y 1957.
Hasta 1967 la vía doble y el llamado "tercer riel" para el suministro eléctrico, se extendían entre las estaciones Federico Lacroze y km 18 (llamada Ejército de los Andes desde 1964). Desde allí se debía combinar en tranvía para poder llegar hasta Campo de Mayo, dicho trayecto era de vía simple con alimentación eléctrica por medio de catenaria. A partir de 1967 los trenes comenzaron a prestar servicio entre Lacroze y Campo de Mayo.
Para modernizar la flota ferroviaria, en los años 1960 EFEA adquirió varias formaciones de coches eléctricos japoneses que fueron enviados a las líneas Mitre y Sarmiento. Tras esta buena experiencia y también para estandarizar repuestos, a comienzos de la década de 1970, Ferrocarriles Argentinos decidió encargar al consorcio japonés Marubeni (integrado por las firmas Kinki-Kawasaki-Nippon Sharyo-Tokyu Car-Hitachi-Fiat-FM) 128 coches eléctricos de trocha estándar para los servicios urbanos de la línea Urquiza. Todos serían motrices, excepto 12 coches que tendrían en parte de su diseño un furgón. Los mismos, una vez construidos, comenzaron a llegar a Buenos Aires a comienzos de 1973 y rápidamente fueron puestos en marcha, ya que toda la línea había sido modernizada, tanto en vías como obras complementarias en las estaciones. También se construyó un depósito base en la estación Rubén Darío. En mayo de 1974 fueron radiadas todas las formaciones anteriores, con lo cual la línea Urquiza perdió su clásico aspecto de "tranvía suburbano", para convertirse en un verdadero ferrocarril. Fruto de esta reestructuración se cambió la ubicación de algunas estaciones y en 1981 se prolongó la línea metropolitana desde Campo de Mayo hasta la nueva terminal General Lemos en el partido de San Miguel, ubicada en la intersección con la ruta 202.
Desde la estación Rubén Darío un ramal continuaba hasta Zárate, en donde no se levantaban pasajeros hacia Buenos Aires porque la prioridad hacia esta ciudad la tenía el Ferrocarril General Mitre, con mejores servicios y mayores frecuencias. La otra línea del FCGU se separaba en la estación Fátima y atravesaba el norte de la provincia de Buenos Aires hasta adentrar sus rieles en la provincia de Santa Fe y finalizar en la precaria estación Cuatro de Febrero.

### Complejo Zárate-Brazo Largo

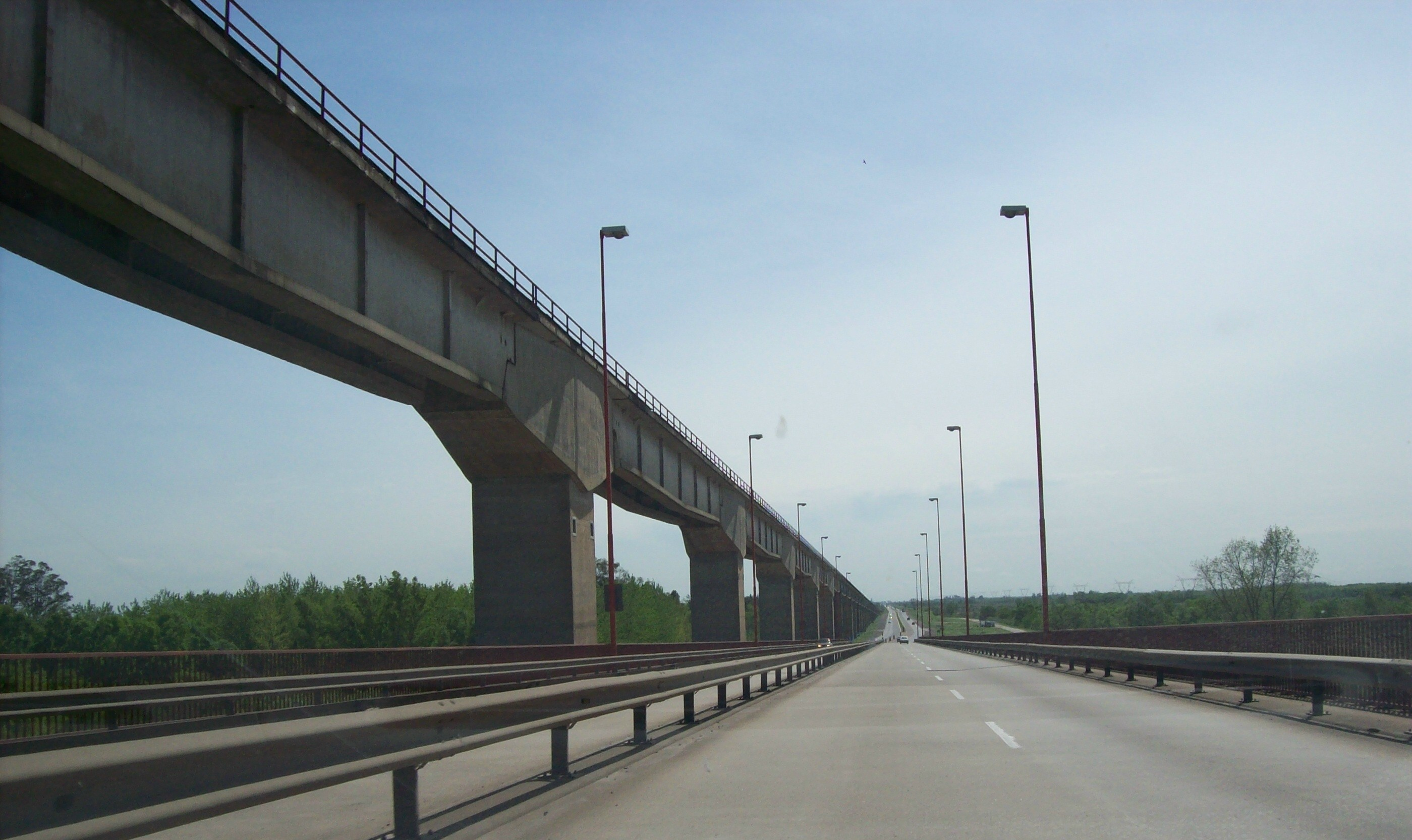
Complejo Zárate-Brazo Largo, a la izquierda puede observarse el viaducto ferroviario

La incomunicación física entre la Mesopotamia y el resto del país comenzó a remediarse con las obras del el túnel subfluvial Paraná-Santa Fe (1969) y del puente Corrientes-Resistencia (1973). Sin embargo, la obra que contribuiría a terminar con esa incomunicación fue el Complejo ferrovial Zárate-Brazo Largo. En 1970 comenzaron las topadoras a limpiar la zona para armar los obradores, aunque aún no se había decidido la incorporación del tramo ferroviario en la obra. Finalmente, la decisión había sido afirmativa, lo que significaría un gran progreso para el Ferrocarril General Urquiza. Las obras se iniciaron en 1972 y finalmente se incluyó el tramo ferroviario con lo que las líneas de la Mesopotamia accederían a Buenos Aires a través de una de las obras de mayor envergadura en el país. Ello suponía una integración física de la red con todos los beneficios funcionales que implicaba.
Ambos puentes diseñados por Fabrizio de Miranda fueron habilitados al tránsito el 14 de diciembre de 1977 finalizando el servicio de los 6 ferrobarcos desde Puerto Ibicuy. Para ello se construyó un ramal 60 km entre Zárate y Libertador General San Martín y se abandonó el ramal hacia las estaciones Zárate Alto y Bajo y su embarcadero, construyéndose la estación Zárate Nuevo. El complejo ferrovial comprendía los dos puentes, los accesos hacia los mismos, y el tramo de ruta que los conectaba a través de la isla Talavera. Los viaductos son muy similares entre sí en su diseño, con dos tramos en cada sentido para el transporte automotor.
En el caso de la estructura sobre el río Paraná de las Palmas (puente Gral. Bartolomé Mitre), la extensión de los viaductos es de 1214 y 1735 m (los carreteros), y 1452 y 2788 m (los ferroviarios). En cuanto al puente Justo José de Urquiza (del lado de Brazo Largo), la extensión de los tramos carreteros es de 1733 m y la de los ferroviarios equivale a 2835 m. Los puentes son similares en su arquitectura, ya que en ambos casos se trata de estructuras metálicas sostenidas por cables obenques, que parten de dos pilares principales (son puentes atirantados). Dichos pilares tienen su fundación en el lecho del río, y alcanzan una altura máxima de 122 m por encima del nivel del mismo. Las estructuras de las pilas son huecas, y tienen en su interior un ascensor que permite llegar a la parte superior de las mismas, donde se encuentran los cubos que sostienen todos los cables. La longitud del tramo principal en ambos puentes son 330 m y 110 m en los laterales.
A partir de 1995 el nombre oficial del complejo pasó a ser el de Complejo Unión Nacional, convirtiéndose en una de las principales arterias del Mercosur.

### Servicio de pasajeros interurbanos

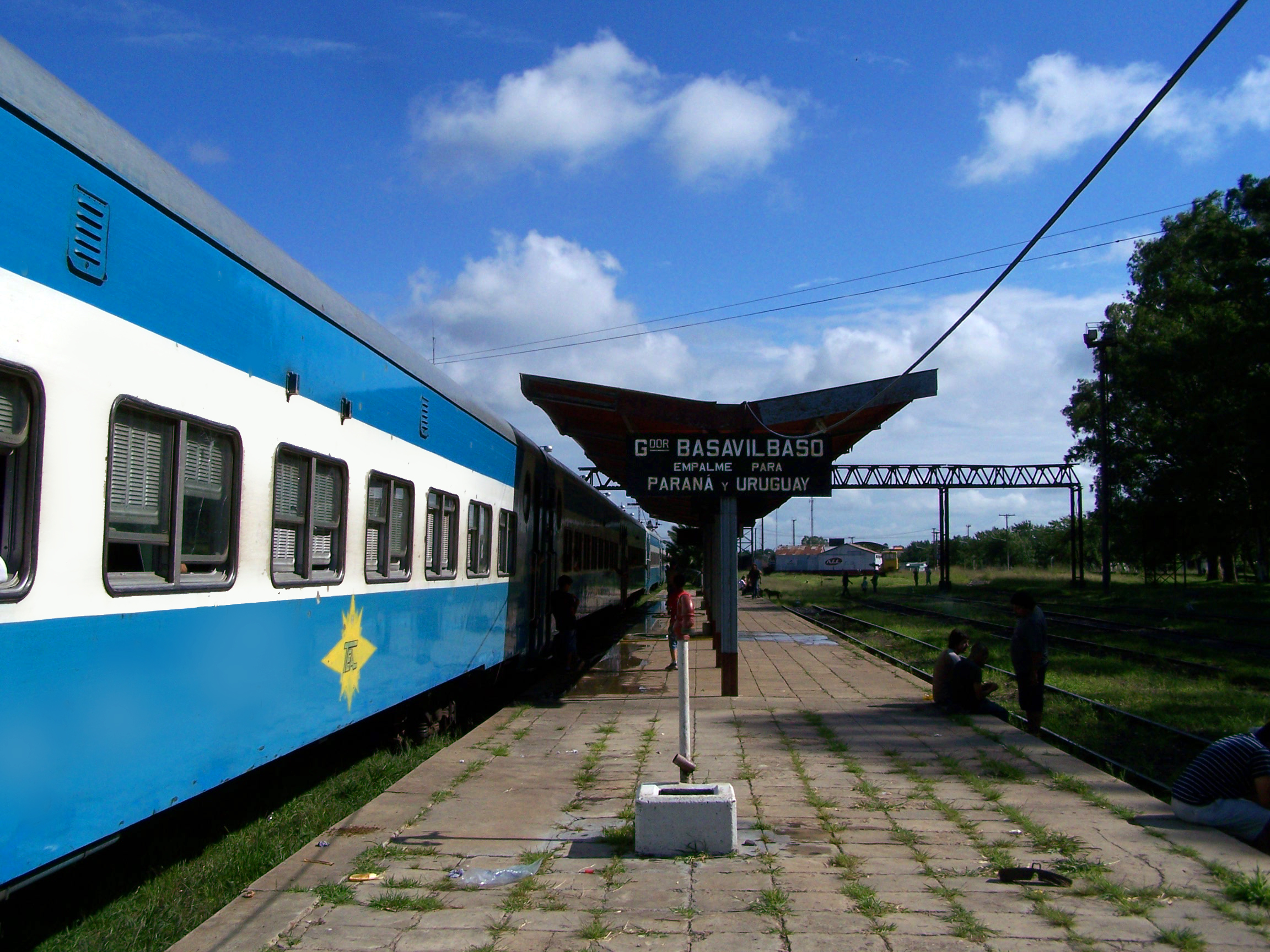
Formación de TEA en la estación Basavilbaso (Entre Ríos)

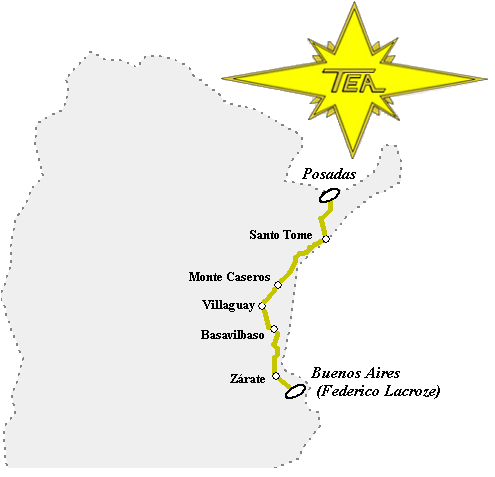
Mapa del servicio que prestaba Trenes Especiales Argentinos hacia la Mesopotamia argentina (solo se muestran algunas estaciones como ejemplo)

Los servicios de trenes interurbanos de pasajeros que contaba el FCGU a principios de los '90 eran los siguientes:
- Trenes n.º 601-602 "El Gran Capitán", servicio diario entre Federico Lacroze y Posadas con combinación automotora desde Enrique Carbó a Gualeguay (la última formación con este nombre corrió el 1 de agosto de 1992 y fue renombrado "El Misionero" —trenes n.º 611-612— con servicio de lunes a sábado hasta su cierre el 10 de marzo de 1993);
- Trenes n.º 603-604 "El Correntino", servicio diario entre Federico Lacroze y la ciudad de Corrientes acoplado a "El Gran Capitán" hasta Monte Caseros (la última formación con este nombre corrió el 1 de agosto de 1992 y fue renombrado "Paso de la Patria" —trenes n.º 613-614— acoplados a El Misionero hasta su cierre el 10 de marzo de 1993);
- Trenes n.º 605-606 "Expreso Cataratas", servicio semanal de lujo entre Federico Lacroze y Posadas, con combinación automotora hasta Puerto Iguazú. Por ferry en Posadas cruzaban los vagones que seguían a Asunción del Paraguay, el tren internacional "El Guaraní" (suprimidos por el decreto n.º 44/1990);
- Trenes n.º 607-608 "Salto Grande", servicio diario (excepto los sábados) entre Federico Lacroze y Concordia Central con combinación automotora desde Enrique Carbó a Gualeguay (suprimidos por el decreto n.º 44/1990);
- Trenes n.º 609-610 "Río Paraná", servicio diario (excepto los sábados) entre Federico Lacroze y Paraná acoplado a "Salto Grande" hasta Basavilbaso (suprimidos por el decreto n.º 44/1990);
- Trenes n.º 621-622 entre Monte Caseros y Posadas (suprimidos por el decreto n.º 44/1990);
- Trenes n.º 2301-2302 entre Concordia Central/ Norte y Paraná (suprimidos por el decreto n.º 1168/1992 y remplazados por otro que corrió hasta el 31 de diciembre de 1992);
- Trenes n.º 2303-2304 entre Concordia Central y Paraná (suprimidos por el decreto n.º 44/1990);
- Trenes n.º 2305-2306 y 2307-2308 entre Paraná y Concepción del Uruguay (suprimidos por el decreto n.º 44/1990);
- Trenes n.º 2313-2314 entre Concordia Central y Concepción del Uruguay (suprimidos por el decreto n.º 44/1990);
- Trenes n.º 2321-2322, 2323-2324, y 2325 entre Federico Lacroze y Rojas conocidos como "El Federico" (suprimidos por el decreto n.º 44/1990 y remplazados por los trenes n.º 615-616 y 653 que corrieron hasta el 21 de noviembre de 1993);
- Trenes n.º 2354-2355 entre Concordia Central y Monte Caseros (suprimidos por el decreto n.º 44/1990);
- Trenes n.º 2356-2357 entre Basavilbaso a Concordia Central (suprimidos por el decreto n.º 44/1990);
- Trenes n.º 2358-2359 entre Basavilbaso y Concepción del Uruguay (suprimidos por el decreto n.º 44/1990);
- Trenes n.º 6623-6624 de carga con coche de pasajeros entre Federal y Curuzú Cuatiá;
- Trenes n.º 6603-6604 de carga con coche de pasajeros entre Mantilla y Goya en combinación con El Correntino.

En 1982 las líneas mesopotámicas se integraron con los ferrocarriles del Uruguay (todos de trocha universal: 1435 mm), mediante el coronamiento de las obras en la represa de Salto Grande sobre el río Uruguay. El tren internacional Concordia-Salto corrió desde el viaje inaugural de la represa de Salto Grande el 25 de agosto de 1982 hasta el 4 de noviembre de 1985 con un servicio de coches motores. El llenado del embalse de Salto Grande inundó las vías entre la parada Ayuí y la estación Santa Ana, por lo que fue necesario construir un nuevo ramal desde la estación La Criolla hasta un punto cercano a Chajarí. Las estaciones Isthilart, Federación y Santa Ana fueron reubicadas en el nuevo ramal. Para el cruce sobre la represa fue construido un ramal desde cerca de la parada Ayuí, que fue reubicada, unificándose también las vías en Concordia que antes pertenecían al FCEA con las que eran de las Líneas del Estado.

### Ramales cerrados
En el ramal de Villa Lynch a la estación Migueletes del Ferrocarril General Mitre (ramal U-24) fue clausurado el 28 de julio de 1961 por el decreto n.º 6369/1961. El circuito del casco urbano dentro del partido de San Martín avanzaba por la calle Campos, doblaba por Rivadavia y daba la vuelta por la calle San Martín hasta juntarse nuevamente con las vías de dicho ramal a la altura calle Perdriel. Allí también fue clausurada la parada km 8.800 (a la altura de la calle 18 de diciembre de 1856) construyéndose la estación San Martín en el lugar donde se encuentra actualmente la plaza Kennedy.
El Plan Larkin, publicado en 3 tomos como Transportes argentinos: plan de largo alcance, fue un estudio de racionalización y modernización de los medios de transporte de Argentina —excepto el aéreo— elaborado por el general e ingeniero estadounidense Thomas B. Larkin con apoyo del Banco Mundial entre 1959 y 1962. Fue puesto en ejecución durante la presidencia de Arturo Frondizi y su parte más controvertida y conflictiva fue la reducción de la red ferroviaria argentina. El plan establecía un orden de prioridad para el cierre de varios ramales del FCGU y sus sustitución por caminos: 1) La Paz-San Jaime (144.4 km), Fátima-Rojas (165.5 km), Victoria-Nogoyá (47.8 km); 2) Federal-Curuzú Cuatiá (162.2 km); 3) Crespo-El Pingo (74.3 km), Paraná-El Pingo (71.2 km), El Pingo-Federal (143.0 km), Caseros-San Salvador (98.7 km). Como consecuencia del plan la línea ferroviaria que desde Rojas llegaba hasta la estación Cuatro de Febrero en el sur de la provincia de Santa Fe fue cancelada el 1 de agosto de 1961 y sus vías comenzaron a ser levantadas. Como los productores de la región solicitaron su reapertura, en 1974 fue rehabilitado hasta la estación Sarasa en el partido de Colón, pero al poco tiempo volvió a ser clausurado y sus vías fueron levantadas a principios de la década de 1980, quedando Rojas como punta de riel del ramal hasta su cierre definitivo en 1993.
Otros ramales señalados por el Plan Larkin fueron cerrados en las décadas siguientes. El ramal San Jaime-La Paz (ramal U-13) fue clausurado en 1969 y sus vías fueron abandonadas y luego levantadas en la década de 1970. Los desvíos a los puertos de Empedrado y de Alvear en la provincia de Corrientes aparecen como clausurados en el Diagrama General de la Red Línea Gral. Urquiza U-01.500/8 actualizado a octubre de 1974, por lo que fueron cerrados antes de esa fecha. En el ramal Victoria-Nogoyá sus estaciones fueron cerradas el 15 de septiembre de 1977 por decreto n.º 2294/1977 del 5 de agosto de 1977 del gobierno militar. El ramal Caseros-San Salvador fue cerrado el 17 de septiembre de 1977 y cesó completamente su actividad en 1980. 
Los ramales del ex Ferrocarril Económico Correntino de Corrientes a Mburucuyá (ramal U-18) y de Lomas de Vallejos a General Paz (ramal U-19) fueron cerrados el 1 de noviembre de 1969 y algunos años después fueron levantadas sus vías férreas, incluso la línea industrial que operaba en el ingenio Primer Correntino con un ramal de 13 km hasta la estación San Cosme que no era propiedad del FCGU. 
Para la construcción del puente General Manuel Belgrano entre Corrientes y Resistencia sobre el río Paraná —inaugurado el 10 de mayo de 1973— fue necesario demoler la estación Corrientes y construir una nueva acortando el ramal dentro de la ciudad.

## Concesión de los servicios a empresas privadas

### Introducción
La situación de Ferrocarriles Argentinos para principios de los '90 no difería del de otras empresas públicas. La ley n.º 23696 de Reforma del Estado promulgada el 18 de agosto de 1989 por el presidente Carlos Saúl Menem declaró sujeta a privatización a la empresa Ferrocarriles Argentinos en la modalidad de concesión en lo referente al transporte de pasajeros, de cargas, infraestructuras y servicios. El decreto n.º 44/1990 del 4 de enero de 1990 dispuso la racionalización de los servicios de pasajeros interurbanos ordenando el cierre de 14 servicios del FCGU en un plazo de 30 días.
Sobre la base de la Administración de los Ferrocarriles Suburbanos creada por decreto n.º 47 de 4 de enero de 1990, por decreto n.º 502/1991 del 25 de marzo de 1991 el 1 de abril de 1991 fue creada una nueva empresa como desmembración de Ferrocarriles Argentinos, denominada Ferrocarriles Metropolitanos S.A. (FEMESA), para tener a cargo la administración, operación y racionalización de servicios en el área metropolitana de Buenos Aires, incluyendo el ramal Lacroze-General Lemos del FCGU. 
El decreto n.º 1168/1992 del 10 de julio de 1992 dispuso la supresión de los servicios de pasajeros interurbanos a partir del 31 de julio de 1992 o su traspaso a las provincias interesadas a partir del 1 de enero de 1993 debiendo entre ambas fechas compartir los costos de los servicios. El decreto n.º 2408/1991 del 12 de noviembre de 1991 dispuso un cronograma para el proceso de privatización del transporte de carga del Ferrocarril General Urquiza, cuya preadjudicación debía realizarse el 29 de mayo de 1992, y de los ferrocarriles metropolitanos (FEMESA) y subterráneos de Buenos Aires (SBASE) el 20 de agosto de 1992.
Mientras tanto se producía una drástica reducción del personal, haciendo uso de las opciones de retiro voluntario o la reinstalación del personal sobrante en otras áreas de la administración pública. El 1 de agosto de 1992 fue puesto en vigencia un diagrama de emergencia para los servicios de pasajeros interurbanos subsistentes desde Lacroze a Posadas, Corrientes y Rojas y entre Concordia y Paraná, costeados a medias por las provincias. El decreto n.º 532/1992 del 27 de marzo de 1992 convocó a las provincias de Entre Ríos y Corrientes a que antes del 30 de abril de 1992 —en que fueron cerrados definitivamente— ofrecieran interés en la concesión de los siguientes ramales ya clausurados (algunos desde décadas anteriores): Puerto Ruiz-Gualeguay, González Calderón-Rosario del Tala, Raíces-Sola, Victoria-Nogoyá, Caseros-San Salvador, El Pingo-Empalme km 59, Libertador San Martín-Puerto Ibicuy (en Entre Ríos), Empedrado-Puerto Empedrado, Goya-Puerto Goya, Alvear-Puerto Alvear, Santo Tomé-Puerto Santo Tomé, Paso de los Libres-Puerto Paso de los Libres, Puerto Ceibo-Monte Caseros (en Corrientes).  
El decreto n.º 2388/1992 del 15 de diciembre de 1992 prorrogó hasta el 10 de marzo de 1993 la fecha límite para suprimir los servicios de pasajeros interurbanos que las provincias no tomaran completamente a su cargo.

### Servicio de cargas

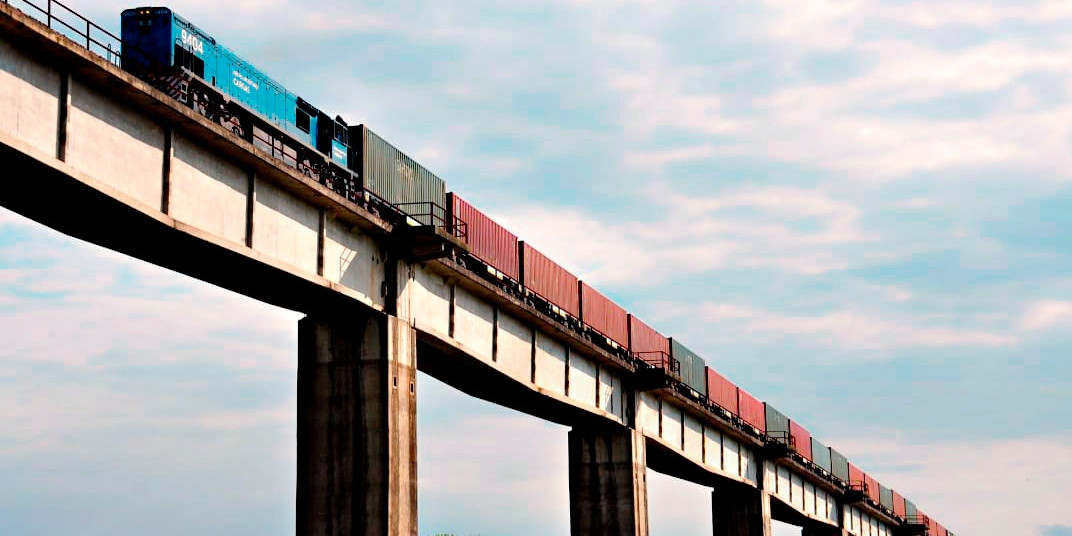
Tren de cargas del Ferrocarril Urquiza cruzando el puente Zárate-Brazo Largo (2020)

Los servicios de cargas fueron los primeros en privatizarse, sin embargo, los ferrocarriles Urquiza y San Martín fueron los últimos en concesionarse dado que el estado de algunos tramos de las vías exigían una renovación importante. 
La línea del ferrocarril Urquiza fue adjudicada a la empresa Ferrocarril Mesopotámico General Urquiza S. A. cuya adjudicación fue aprobada por decreto n.º 504/1993 de 24 de marzo de 1993 como concesión integral de explotación del sector de la red ferroviaria del Urquiza, con exclusión del tramo urbano electrificado Lacroze-General Lemos ya adjudicado a FEMESA. El adjudicatario se encargó de complementar las actividades de carga entre Buenos Aires y Posadas, limítrofe con Paraguay. Su red contaba con 2739 kilómetros de vías, 67 locomotoras y 2300 vagones y su especialización estaba dada en el transporte de contenedores provenientes de distintos países integrantes del Mercosur. 
El 20 de agosto de 1999 los accionistas de la empresa Ferrocarril Mesopotámico General Urquiza S.A. vendieron sus acciones a la empresa de capitales brasileños América Latina Logística S.A., que se quedó así con la concesión de las líneas de carga: Buenos Aires al Pacífico —ex San Martín— (ALL Central) y Ferrocarril Mesopotámico —ex General Urquiza— (América Latina Logística Mesopotámica S.A., nombre adoptado mediante resolución del Ministerio de Infraestructura y Vivienda n.º 266 de 17 de agosto de 2001). En Brasil esta empresa operaba ferrocarriles en los estados de São Paulo, Mato Grosso del Sur, Paraná, Santa Catarina y Río Grande del Sur. 
Por resolución 469/2013 de 30 de mayo de 2013 el ministro del Interior y Transporte, Florencio Randazzo, rescindió el contrato de concesión para la explotación de los servicios de transporte ferroviario de carga con América Latina Logística Mesopotámica S.A. aduciendo serios problemas de desinversión y abandono de infraestructuras y material rodante. La resolución dejó la operación del servicio ferroviario de cargas y la administración de la infraestructura ferroviaria a la empresa estatal Belgrano Cargas y Logística S.A., creada por decreto n.º 566/2013 de 21 de mayo de 2013 en la órbita del Ministerio del Interior y Transporte.
En octubre de 2016 llegaron al puerto del Guazú en Entre Ríos 50 vagones tolva y 100 vagones portacontenedores que el gobierno del presidente Mauricio Macri adquirió en la República Popular China para la reactivación del FCGU. Los vagones fueron destinados a Concordia y a Monte Caseros. El 16 de junio de 2017 fue rehabilitado el ramal de Monte Caseros a Curuzú Cuatiá con un tren de carga. El 13 de noviembre de 2017 se restableció el servicio de cargas entre Garupá y Zárate.

### Servicio urbano en el Gran Buenos Aires

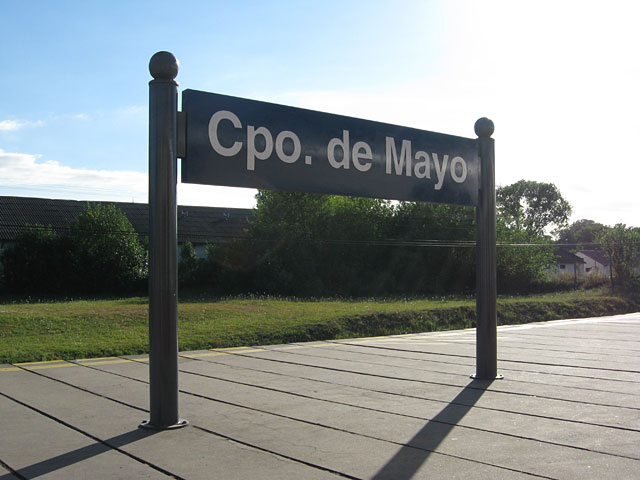
Estación Campo de Mayo

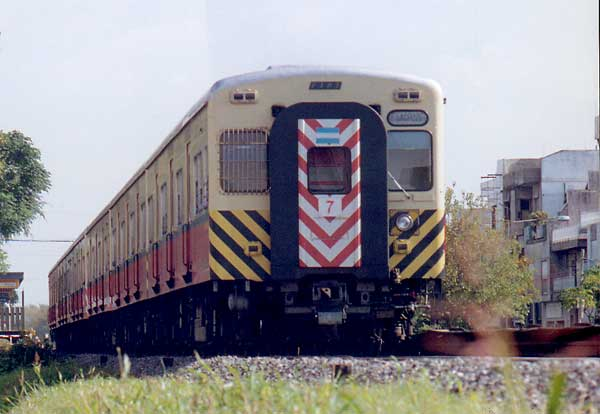
Tren eléctrico del Ferrocarril Urquiza

El Poder Ejecutivo Nacional dispuso mediante el artículo 13 del decreto 2074/90, firmado el 3 de octubre de 1990 por Carlos Saúl Menem la concesión de explotación de los servicios prestados por Subterráneos de Buenos Aires S.E. el Premetro por 20 años, junto con la Línea Urquiza, conformando el Grupo de Servicios 3. 
El 5 de junio de 1992 fue la fecha en que se estipuló la recepción de las propuestas, aunque en un principio se había acordado como fecha el 26 de mayo de ese año, y se presentaron las siguientes empresas o consorcios: Benito Roggio y otros, Ferrometro Argentino, Metrobaires, Pardo, Rabello y otros y Traimet. Al verse perjudicada la empresa Traimet interpuso un recurso de reconsideración, pero el P.E.N. la descalificó definitivamente mediante el decreto n.º 1832/92. La concesión fue otorgada al consorcio formado por Benito Roggio e hijos S.A., Cometrans S.A., Burlington Northern RR. Co., Morrison Knudsen Corporation Inc. y S.K.F. SACCIFA., quienes formarían la empresa Metrovías S.A.. Fue aprobada por decreto n.º 2608/1993 de 22 de diciembre de 1993. La empresa Metrovías recibió del Estado nacional un total de 23 estaciones y 28 kilómetros de vías, correspondientes al Ferrocarril Urquiza y 76 estaciones y 46 kilómetros de red correspondientes a los subterráneos y al premetro.
El traspaso efectivo de la red fue hecho el 1 de enero de 1994, cuando la empresa Metrovías S.A. se convirtió en la concesionaria de todas las líneas del Subterráneo de la Ciudad de Buenos Aires, el Premetro y la Línea Ferroviaria Urquiza. La concesión incluía la posibilidad de aumento de tarifas, pero no incluía la extensión de las líneas del subterráneo, cuya planificación y ejecución estaría a cargo del Gobierno de la Ciudad a través de Subterráneos de Buenos Aires. En 1999 la concesión fue extendida hasta el 31 de diciembre de 2017, y antes de caducar fue prorrogada por 18 meses más hasta medianos de 2019.
Durante algún tiempo, en la década de 1990, la nueva concesionaria necesitó reforzar el servicio de la Línea B del Subterráneo y optó por utilizar tres formaciones de 4 coches del Ferrocarril Urquiza, pero sin realizar un servicio directo túnel/ superficie. 
Cuenta con 23 estaciones, recorriendo un total de 26 km a través de la Ciudad de Buenos Aires y los partidos bonaerenses de San Martín, Tres de Febrero, Hurlingham y San Miguel. Sirve anualmente a 28 millones de pasajeros en un área de aproximadamente 2.5 millones de habitantes[cita requerida]. En la estación Federico Lacroze existe una conexión con la línea B de subterráneos. No obstante, no existen servicios directos, debiéndose hacer combinación entre el ferrocarril y el subterráneo. La Línea se destaca, a diferencia del resto, en que los pasajeros pueden comprar en cualquiera de las estaciones, además del boleto de tren, los Subtepass del Subte. Entre tanto, la Línea Urquiza incorporó el servicio de la red Monedero, que posibilita a los pasajeros viajar sin tener que comprar el boleto de papel, ya que al pasar la tarjeta magnética por los molinetes, el importe es descontado de la misma.
El servicio, que recorre la zona oeste del conurbano bonaerense, presta con una flota de 108 coches Toshiba-Mitsubishi sobre vías electrificadas por tercer riel a 600 V de corriente continua. Desde la nacionalización de la red ferroviaria su prestación corrió por cuenta de Ferrocarriles Argentinos, pasando en 1991 a FEMESA para ser entregada en concesión a la empresa Metrovías el 1 de enero de 1994. La concesionaria está a cargo de la operación del servicio y de su explotación comercial.
En 2014 el Gobierno comenzó trabajos de construcción de diferentes pasos bajo nivel a lo largo de la traza, entre ellos en la avenida Presidente Perón de Buenos Aires, junto a la estación Martín Coronado y un nuevo paso a nivel cercano a Villa Bosch. y un nuevo puente ferroviario definitivo del Ferrocarril Urquiza sobre el paso bajo nivel de avenida Beiró. En el marco del proceso de renovación ferroviaria en todo el país, se comenzó la recuperación del tren Urquiza de pasajeros a Posadas. Se renovaron vías, se pusieron en valor 14 puentes y construyendo uno más totalmente nuevo. También durante la presidencia de Fernández se destacaron el mejoramiento de 41 kilómetros de vía en la línea Urquiza en Corrientes, las obras de mejoramiento y renovación implicaron una inversión superior a los 850 millones de pesos, y constituyen un estímulo con las provincias para reducir los costos de transporte a productores regionales. Las obras permitieron aumentar velocidad, eficiencia y potenciar el rol de ese ramal, a través de Paso de los Libres, el acceso fronterizo a Uruguayana, Brasil.

## Restablecimiento de algunos servicios de pasajeros interurbanos y suburbanos

### El Gran Capitán
Luego de 10 años de ausencia el 25 de septiembre de 2003 partió de la estación Lacroze el tren El Gran Capitán llegando a Posadas el 27 de septiembre en un viaje exploratorio. El servicio comenzó a prestarse por la empresa Trenes Especiales Argentinos S.A. (TEA), bajo una concesión precaria por 20 años otorgada por la provincia de Corrientes. La empresa debía recurrir a la red de Metrovías S.A. en Buenos Aires y Gran Buenos Aires, para luego utilizar las vías de la concesionaria de cargas ALL, con la que surgieron problemas. Entre 2003 y 2011 la empresa TEA operó ininterrumpidamente el tren con dos frecuencias semanales, con las siguientes particularidades: un tiempo de viaje de no menos de 30 horas (debido al mal estado de las vías); sin subsidio del Estado nacional; con notoria mala relación con el gremio de conductores de trenes y con la empresa concesionaria de cargas ALL; y con diversas complicaciones técnicas que devinieron en viajes lentos y sofocantes. Sin embargo, TEA se destacó por absorber una gran demanda de pasajeros, corriendo con un tren largo en época de verano (llevando hasta 17 vehículos por viaje) y manteniendo tarifas relativamente bajas, aspecto que sedujo a los pasajeros que priorizaban el traslado a un costo accesible por sobre otros factores como el tiempo de viaje.
En 2006, mientras TEA seguía operando el servicio, el Estado nacional decidió ejecutar un llamado a licitación pública nacional e internacional para otorgar el corredor Lacroze-Posadas. El proceso de licitación se vio truncado dado que TEA apeló la medida favoreciéndose de diversos fallos judiciales. Debido a la crecida de la cota de la represa Yacyretá, cuyas aguas inundaron la vía, y para lo cual no hubo ninguna planificación anticipada que prevea desviar los trenes por una variante alternativa, el 23 de agosto de 2008 el corredor perdió su acceso a Posadas, debiendo finalizar en Garupá, pero luego el recorrido debió finalizar en Apóstoles, al inundarse el tramo entre estas dos estaciones.
El 11 de noviembre de 2011 corrió el último Gran Capitán de TEA de forma ascendente, llegando a Apóstoles el día 13, desde donde trasbordó los pasajeros a ómnibus. Ese mismo día los conductores del tren secuestraron la formación vacía y la trasladaron a la estación Caza Pava en Corrientes, en donde retiraron las palancas de cambio y marcha y los fusibles y huyeron en una camioneta. Desde entonces, el gremio de conductores de trenes La Fraternidad se rehusó a colaborar con el funcionamiento del tren aludiendo deficiencias técnicas y legales en la operación, quedando suspendido definitivamente. Desde el 11 de noviembre al 22 de diciembre de 2011 la empresa TEA continuó vendiendo pasajes, pero llevaba a los pasajeros en ómnibus, esperando poder destrabar la situación con La Fraternidad y la Secretaría de Transportes de la Nación. Finalmente, el 15 de diciembre del 2011 mediante el decreto n.º 3010/2011 la provincia de Corrientes oficializó y ordenó el cese de la concesión a TEA. Luego de esto, la formación principal del Gran Capitán fue remolcada y trasladada desde Caza Pava hasta la estación Gobernador Virasoro, donde desde entonces descansa en completo estado de abandono. Por causa de esta situación, fue blanco de diversos actos de vandalismo entre los que se cuentan dos incendios intencionales.

### Tren de los Pueblos Libres
En septiembre de 2011 el Estado nacional implementó un tren binacional denominado Tren de los Pueblos Libres, entre Argentina (estación Pilar del FCGU) y Uruguay (estación Paso de los Toros), compuesto por duplas de coches motores. Este servicio se adjudicó de forma directa a la empresa Trenes de Buenos Aires S.A. (TBA), en conjunto con la operadora estatal SOFSE. Esta decisión generó algo de polémica ya que TBA venía siendo muy cuestionada por sus servicios deficientes en las líneas metropolitanas Mitre y Sarmiento. El tren binacional y el Gran Capitán de TEA llegaron a compartir vía durante más de un mes en el tramo Pilar-Concordia. El primer viaje de prueba de esta segunda etapa se realizó el 6 de agosto de 2011 (el coche motor continuó hasta Montevideo para realizar algunas pruebas, adonde llegó después de acciones sindicales el 11 de agosto) y la inauguración formal del servicio quedó a cargo de los presidentes de ambos países el 29 de agosto, con un acto en Salto. El tren realizó su primer viaje con pasajeros el 23 de septiembre de 2011, partiendo desde la estación Pilar, en Argentina, y con destino a Paso de los Toros en Uruguay. No obstante, en dicho viaje el tren llegó solamente hasta Salto, ya que no tenía todavía habilitación del Ministerio de Transporte de Uruguay para operar más allá de esa ciudad; el tren continuó vacío hasta Paso de los Toros. Finalmente, el servicio se reinició el 30 de septiembre de 2011, ahora en todo su recorrido, como prueba, por seis meses. Operó solo cinco veces hasta Paso de los Toros, y luego fue cortado en Paysandú (a pesar de las promesas de TBA de «servicio diario desde diciembre»), a partir de noviembre de 2011. Ya en 2012, el servicio fue nuevamente acortado en marzo hasta Salto. Finalmente, el 28 de mayo de ese mismo año dejó de circular, al paralizar TBA todos sus servicios a partir del 31 de mayo de 2012 debido a que el Gobierno argentino le retiró la concesión y no ser renovado el contrato entre TBA y AFE.

### Tren a Misiones
El Estado nacional, aprovechando la presencia de TBA con el tren binacional, le encargó que corra también a Misiones dada la ausencia del Gran Capitán. TBA comenzó a operar el 16 de diciembre de 2012 un servicio utilizando coches motores para unir Pilar y Apóstoles a través de la supervisión de la Operadora Ferroviaria Sociedad del Estado (Sofse), sin embargo, este era prestado solo una vez por semana, con una formación de apenas dos o cuatro coches y con una tarifa muy superior a la manejada por TEA. Además la salida del tren se realizaba desde Pilar, sin combinación ni vinculación alternativa entre ésta y la ciudad de Buenos Aires. El Tren a Misiones de TBA corrió entre diciembre de 2011 y fines de mayo de 2012, momento en que a TBA se le quitó la concesión (en virtud de la intervención técnica/operativa que hizo el Estado nacional en las líneas Mitre y Sarmiento después de la Tragedia de Once). Se brindaba entre las estaciones Pilar en la provincia de Buenos Aires y la estación Apóstoles en la provincia de Misiones, cercana al límite con la provincia de Corrientes, distante a 70 km de Posadas, la capital provincial. Este servicio llegaba a Posadas a través de un servicio de Transfer por las obras de elevación de cota en la represa de Yacyretá. Una parte del tramo Apóstoles-Garupá permanecía anegado y por esta razón el tren había dejado de llegar a esta última. El edificio original de la estación Posadas fue demolido y se construyó una réplica inaccesible para el tren. El tramo entre Apóstoles y Posadas estaba cubierto por buses gratuitos para los pasajeros.

### Tren Binacional Posadas-Encarnación
Luego de restablecerse la vía inundada por Yacyretá, el Tren Binacional Posadas-Encarnación fue inaugurado el 31 de diciembre de 2014 con las fallidas formaciones del Tren de los Pueblos Libres entre el apeadero Posadas y el apeadero Encarnación en Paraguay, a ambos lados del Puente Internacional San Roque González de Santa Cruz.

### Servicios en Entre Ríos
El 26 de agosto de 2003 fue realizado el viaje inaugural del servicio Basavilbaso-Villaguay Este. La formación ferroviaria pertenecía al Gobierno de Entre Ríos y la empresa concesionaria ALL puso la parte técnica, conductores y talleres. El 17 de noviembre de 2005 el servicio fue extendido hasta Concordia Central.
A partir de 2009 entró en funciones la Unidad Ejecutora Ferroviaria de Entre Ríos (UEFER), creada por el gobierno de dicha provincia el 28 de abril de 2008 mediante el decreto provincial 2086/2008 MGJEOYSP. El 19 de diciembre de 2009 se realizó un viaje de prueba desde Paraná a Basavilbaso sobre una vía no utilizada en 18 años. El servicio estación Paraná-estación Concepción del Uruguay sobre el ramal Paraná-Basavilbaso-Concepción del Uruguay de 280 km, con 24 paradas intermedias fue puesto en marcha el 28 de junio de 2010 con un coche motor Materfer los días viernes desde Paraná a Concepción del Uruguay con regreso los días domingos. Estuvo interrumpido entre el 26 de julio y el 13 de agosto de 2010 por tareas de mantenimiento, lo mismo que durante enero de 2011 y de 2013. El 20 de septiembre de 2010 se inauguró de forma experimental el servicio Paraná-Oro Verde con tres frecuencias diarias y el 11 de marzo de 2011 quedó inaugurado el servicio Paraná-Colonia Avellaneda con tres frecuencias diarias con un coche motor Tecnoporte, ambos suburbanos de la ciudad de Paraná. En diciembre de 2012 el servicio a Oro verde pasó de tres a dos frecuencias en días hábiles, pero extendió una de ellas a apeadero Villa Fontana. El 7 de diciembre de 2010 fue rehabilitado el ramal entre las estaciones Villaguay Este y Central ampliando el servicio desde Basavilbaso.
El 18 de septiembre de 2013 por acuerdo con la provincia de Entre Ríos el Gobierno nacional dispuso mediante SOFSE absorber la estructura de UEFER: servicios Paraná-Concepción del Uruguay, Basavilbaso-Concordia y locales de Paraná. En febrero de 2016 dejó de funcionar el servicio de Paraná a Concepción del Uruguay. A partir del 25 de noviembre de 2013 dejó de utilizarse el ramal de Villaguay Este a Central. El 7 de julio de 2014 la extensión a Concordia fue suspendida. El 14 de enero de 2016 fue levantado el servicio de Paraná a Oro Verde y Villa Fontana, en febrero de 2016 el de Paraná a Concepción del Uruguay y el 29 de abril de 2016 el servicio de Basavilbaso a Villaguay Este. A enero de 2018 el único servicio de pasajeros que continúa funcionando son las 6 frecuencias diarias entre Paraná y Colonia Avellaneda con 8 paradas intermedias.

## Accidentes en el servicio
El accidente ferroviario de Estación La Cruz de 1947 ocurrió en la tarde del 15 de junio de 1947, registrando 18 víctimas fatales y 48 heridos.
El 23 de octubre de 2000 a las 8:50 ocurrió un accidente al chocar dos formaciones en el cambio de vías de la estación General Lemos. El choque impactó lateralmente a la formación que llegaba desde Federico Lacroze por parte de la saliente en sentido hacia Lacroze. Murieron dos pasajeros y cinco resultaron heridos, dos de ellos de gravedad.

## Operatividad actual
La Línea Urquiza de pasajeros opera trenes eléctricos entre las estaciones Lacroze y General Lemos (23 paradas y 26 km), a cargo de Metrovías. La línea no se vio interrumpida por el desguace del ferrocarril a partir de la década de 1990, pero desde marzo de 2018 ya no tiene contacto físico con el resto del ferrocarril debido al corte de la vía en Hurlingham y en Pilar.
Desde 2007 opera la Terminal Portuaria Del Guazú, que es un puerto de ultramar que estableció un desvío ferroviario cerca de Brazo Largo.
El servicio urbano de pasajeros entre Paraná y Colonia Avellaneda opera desde 2011 con 8 paradas intermedias en 11 km. El 6 de septiembre de 2022 se realizó una prueba hasta el apeadero Enrique Berduc, para extender el servicio hasta la estación La Picada durante el transcurso del mes, servicio que fue habilitado el 30 de marzo de 2023.
En 2017 fue rehabilitado el ramal de 285 km entre Monte Caseros y la cantera Promin ubicada a 25 km al norte de Curuzú Cuatiá, por el que circulan trenes que cargan piedras en las canteras de la zona.
En marzo de 2019 fue rehabilitado el ramal de 18 km entre Libertador General San Martín y Puerto Ibicuy para el transporte de madera de pino desde Tapebicuá al puerto de ultramar de Ibicuy.
El servicio internacional de pasajeros entre Posadas y Encarnación en Paraguay fue suspendido en marzo de 2020 a raíz de la pandemia de Covid-19. En mayo de 2022 se previó su restablecimiento. Tras siete años sin servicio, el 6 de septiembre de 2022 un tren de cargas volvió a cruzar a Encarnación. El tren internacional de cargas posibilita así unir Encarnación con el complejo portuario de Zárate.
En julio de 2020 fue rehabilitado el corredor de cargas entre las estaciones Garupá (provincia de Misiones) y Zárate (provincia de Buenos Aires) con 986 km operados por Trenes Argentinos Cargas, tras haber permanecido dos años inactivo el sector de 146 km entre Santo Tomé y Garupá. La línea cuenta con 13 locomotoras y 960 vagones y se divide en dos unidades de producción: la del sur (desde Zárate hasta Chajarí) y la norte (desde Chajarí hasta Garupá). Hay un taller de locomotoras en la ciudad de Concordia y uno de vagones en Monte Caseros. Se prevé restablecer el ramal entre Basavilbaso y el puerto de Concepción del Uruguay, que estuvo activo para cargas hasta 2002 y para pasajeros hasta febrero de 2016, ya que las cargas con ese destino deben traspasarse a camiones en Basavilbaso. En ramal internacional entre Paso de los Libres y Uruguayana se encuentra inactivo desde 2017.
En septiembre de 2022 la línea de Trenes Argentinos Cargas de 1500 km que opera sobre el ramal Urquiza remanente emplea a 571 trabajadores y tiene 15 locomotoras y 1000 vagones en servicio, transportando entre 40 000 y 50 000 toneladas de cargas por mes (piedra, raleo, cemento, pasta celulósica y cereal, principalmente).

## Ramal troncal del Ferrocarril General Urquiza

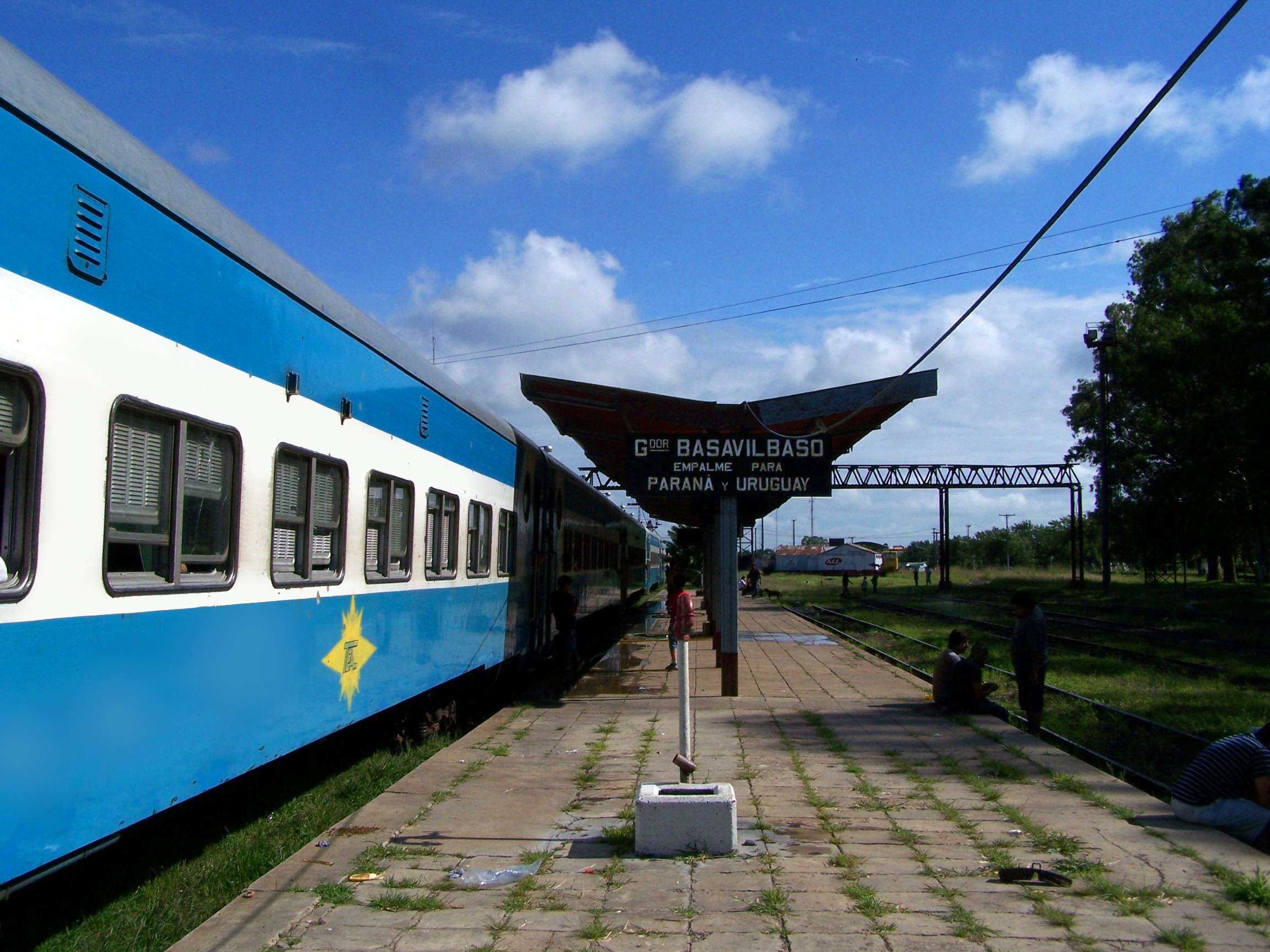
Estación Basavilbaso con empalmes hacia Paraná y Concordia

A febrero de 2018 la red troncal del FCGU se mantiene interrumpida entre las estaciones Rubén Darío y Pilar, en donde la vía está abandonada.
| uexCONTg |

| exBHF |

| exTRAJEKT |

| WASSERq |

|  |  | CONTg |

|  | ENDEa | STR |

|  | TBHFaq | STRr |

| HST |

| HST |

| eHST |

| eHST |

| HST |

| HST |

| HST |

| eHST |

| eHST |

| SKRZ-Au |

| HST |

| exCONTgq | eABZgr |  |

| HST |

| HST |

| HST |

| HST |

| HST |

|  | eABZg+l | exCONTfq |

| eHST |

| HST |

| SKRZ-Au |

| hKRZWae |

| HST |

| BUE |

| HST |

| CONTgq | xABZgr |  |

| uSTR+l | xmKRZ | uCONTfq |

| uSTR | exHST |  |

| uSTR | exHST |  |

| uSKRZ-Au | exSKRZ-Au |  |

| uhKRZWae | exhKRZWae |  |

| uSTR | exHST |  |

| uBUE | exBUE |  |

| uSTR | exBHF |  |

| uSKRZ-Ao | exSKRZ-Ao |  |

| uSTR | exHST |  |

| uSTR | exHST |  |

| uSTR | exHST |  |

| uSTR | exHST |  |

| uSTR | exHST |  |

| uSTR | exHST |  |

| uSTRl | xmKRZ | uCONTfq |

| exBHF |

| exhKRZWae |

| exBHF |

|  | exABZgl | exCONTfq |

| exHST |

| exSKRZ-Au |

| exSKRZ-Au |

| exHST |

| xmgKRZu |

| exBUE |

| exHST |

| exhKRZWae |

| exHST |

| exmKRZu |

| exHST |

| exHST |

| exHST |

| exBUE |

| exSKRZ-Au |

|  | exABZgl | exSTR+r |

|  | xmKRZo | xmKRZo |

|  | KBHFxa | exSTR |

|  | STR | exBHF |

|  | STR | exBHF |

|  | STR | exTRAJEKT |

|  | hKRZWae | WASSERq |

|  | hSTRae | WASSERq |

| leer + GRZq | hKRZWae | WASSERq |

|  | STR | eTRAJEKT |

|  | eHST | STR |

|  | STR | HST |

|  | STR | HST |

|  | STR | PSL |

|  | hKRZWae | STR |

|  | ABZg+l | STRr |

| eBHF |

| eHST |

| eHST |

| eHST |

| BUE |

| eHST |

| SKRZ-Au |

| eHST |

| eBHF |

|  | eABZgl | exCONTfq |

| eHST |

| eHST |

| eHST |

| exCONTgq | eABZg+r |  |

| eHST |

| eHST |

| eBHF |

| eHST |

| eBHF |

| BUE |

| eHST |

| eBHF |

| exCONTgq | eABZglr | exCONTfq |

| eHST |

| eHST |

| eHST |

| eHST |

| eHST |

| eBHF |

|  | eABZgl+l | eKBHFeq |

| eHST |

| eHST |

| BUE |

| eHST |

| eHST |

| eHST |

| eHST |

| exCONTgq | eABZg+r |  |

| eHST |

| BUE |

| eHST |

| BUE |

| eHST |

| eHST |

| hKRZWae |

| eHST |

| eHST |

| eHST |

| eHST |

| SKRZ-Au |

| eHST |

| exCONTgq | eABZg+r |  |

| eBHF |

| exENDEaq | eABZgr |  |

|  | STRo |

| eHST |

| STR+l | ABZgr |  |

| HST | STR |  |

| xABZgr | STR |  |

| exSTR | eABZgl+l | exKBHFeq |

| exSTR | eHST |  |

| exHST | STR |  |

| WASSERq | STR |  |

| WASSERq | SKRZ-Au |  |

| WASSERq | eHST |  |

| WASSERq | eABZgl | exCONTfq |

| exlHST | STR |  |

| WASSERq | eHST |  |

| exlHST | STR |  |

| WASSERq | SKRZ-Au |  |

| exlHST | STR |  |

| WASSERq | STR |  |

| exlHST | STR |  |

| WASSERq | STR |  |

| exlHST | STR |  |

| exlHST | STR |  |

| WASSERq | eHST |  |

| exlHST | STR |  |

|  | eHST |

| exlHST | STR |  |

| exlHST | STR |  |

| WASSERq | STR |  |

| exSTRl | eABZg+r |  |

| eBHF |

| eHST |

| PSL |

| hKRZWae + GRZq |

| eHST |

| eHST |

| eHST |

| eHST |

| eHST |

| eHST |

| eHST |

| eHST |

| eBHF |

| exENDEaq | eABZgr |  |

|  | eABZgl | exCONTfq |

| eHST |

| eHST |

| eHST |

| eHST |

| eHST |

| eHST |

| eBHF |

| exCONTgq | eABZgr+r |  |

| exENDEaq | eABZgr |  |

| PSL |

| eHST |

| eHST |

| SKRZ-Au |

| eHST |

| eHST |

| hKRZWae |

| eHST |

| SKRZ-Au |

| eBHF |

| PSL |

| eHST |

| hKRZWae |

| eBHF |

| exENDEaq | eABZgr |  |

| SKRZ-Au |

| eHST |

| eHST |

| eHST |

| PSL |

| eBUE |

| eBHF |

| exENDEaq | eABZgr |  |

| eHST |

| eHST |

| BUE |

| eHST |

| eHST |

| eHST |

| eHST |

| eHST |

| eBHF |

| SKRZ-Au |

| STR+GRZq |

| PSL |

| eHST |

| eHST |

| eBHF |

| eHST |

| eHST |

| eBHF |

| eBHF |

| eHST |

| SKRZ-Au |

| BHF |

| SKRZ-Au |

| exLSTR+l | eABZgr |  |

| exLSTR | STR |  |

| exLSTR | STR |  |

| exLBHF | STR |  |

| exLHST | STR |  |

| exLSTR | STR |  |

| exLSTR | STR |  |

| exLSTRl | eABZg+r |  |

| STR+l | xABZgr |  |

| BHF | exLSTR |  |

| hSTRa | exLSTR |  |

| hSTR | exLSTR |  |

| hSTR | exLSTR |  |

| hSTR | exLSTR |  |

| hSTR | exLBHF |  |

| hSTR | exLSTR |  |

| hSTR | exLTRAJEKT |  |

| hKRZW | WASSERq |  |

| hSTR | exLTRAJEKT |  |

| hSTR | exLBHF |  |

| hSTRe | exLBHF |  |

| STRl | xABZg+r |  |

| KBHFxe |

|  | exCONTf |